# Michael Bublé
Michael Steven Bublé (Burnaby, 9 settembre 1975) è un cantante, attore e produttore discografico canadese con cittadinanza italiana. 
Crooner di notevole successo, nella sua carriera ha venduto 75 milioni di dischi, vincendo 4 Grammy Awards e numerosi Juno Awards.

## Biografia

### I primi anni
È il primo dei tre figli del pescatore di salmoni Lewis Bublé e della casalinga Amber Santagà. Le due sorelle, Brandee e Crystal, sono rispettivamente un'autrice di libri per bambini e un'attrice.
Trasferitosi con la famiglia a Vancouver all'età di 8 anni, avrebbe desiderato diventare giornalista, ma il suo talento musicale si rivela subito, anche grazie agli incoraggiamenti del nonno (Demetrio Santagà, originario di Sambughè, frazione del comune di Preganziol in provincia di Treviso, che sposò Iolanda Moscone, originaria di Carrufo, frazione di Villa Santa Lucia degli Abruzzi nella provincia dell'Aquila), che per primo lo lancia al pubblico canadese.
All'età di 17 anni vince il primo premio al Canadian Youth Talent Search, e, nel giro di pochi anni, incide alcuni CD con marchio indipendente, giungendo infine al vero successo nel 2003, con l'uscita dell'album Michael Bublé. Al momento ha venduto più di 22 milioni di dischi.
Cresciuto a suon di swing e sulle note di Ella Fitzgerald e Frank Sinatra, Bublé assorbe questo genere di musica, peraltro lontana dalla sua generazione, e decide di cantarlo, ottenendo ottimi risultati. Questo soprattutto grazie ai nonni italiani, visto che anche la nonna Iolanda Moscone lo ha sempre assecondato con entusiasmo. Inizia giovanissimo a girare il Canada, con diverse band, incidendo anche un buon numero di album.
Prima di diventare cantante, ha avuto una breve carriera da attore. Va ricordata, tra le varie interpretazioni, la partecipazione a due episodi di X-Files della terza stagione, intitolati "L'ufo degli abissi p.t. 1-2". Compare in un cameo nel film Duets (2000), diretto da Bruce Paltrow, con, tra gli altri attori, la più famosa figlia del regista, Gwyneth.
È anche apparso nel 4º episodio della seconda stagione di Las Vegas, nel ruolo di se stesso.

### L'incontro con David Foster eMichael Bublé(2003-2004)

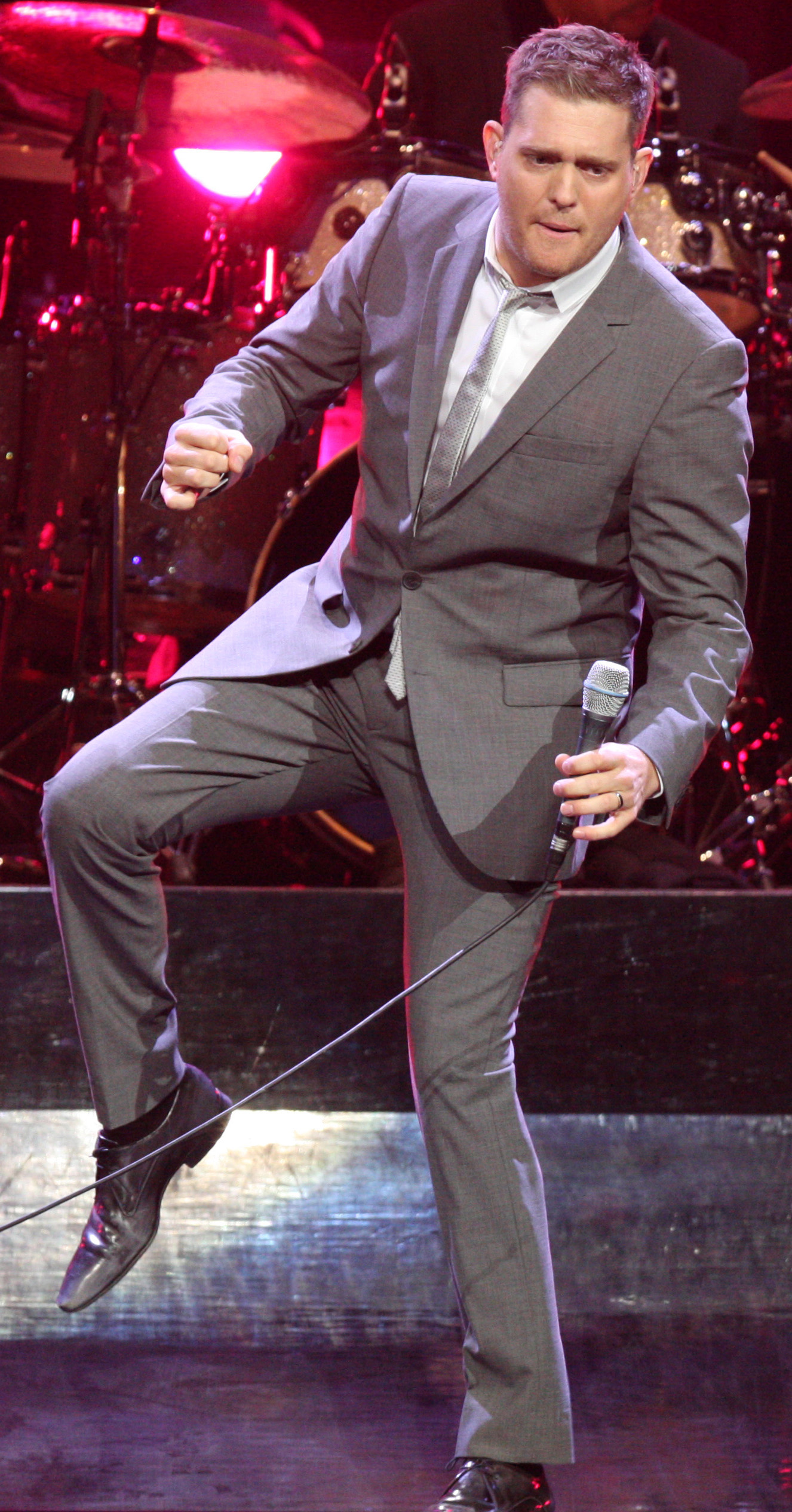
Michael Bublé nel 2011

Michael viene ingaggiato per cantare alla festa del matrimonio della figlia del primo ministro canadese Brian Mulroney: tra gli ospiti è presente il produttore discografico David Foster, scopritore di talenti della Warner Bros. Foster ne rimane colpito e lo mette sotto contratto per la 143 Records, piccola label della Reprise. Nel 2003 arriva l'album d'esordio dal titolo Michael Bublé, che ne rispecchia appieno le attitudini, e lo renderà famoso in tutto il mondo: canzoni pop insieme a standards del jazz, da Moondance di Van Morrison a un classico del jazz come The Way You Look Tonight. Il disco, anche grazie ai sontuosi arrangiamenti e ad una grande orchestra nella tradizione delle migliori Big Band americane, risulta essere la rappresentazione del mondo musicale nel quale Bublé è cresciuto e nel contempo un omaggio agli interpreti che più lo hanno ispirato: Frank Sinatra, Bobby Darin, Ella Fitzgerald e i Mills Brothers. Da allora il successo è stato grande, con tournée internazionali e molte partecipazioni a show televisivi.

### It's Time(2005-2006)
Il secondo album del cantante è stato pubblicato il 15 febbraio 2005 e il primo singolo ad essere stato pubblicato è Home. L'album è arrivato al numero uno in classifica, in particolare in Canada, Italia, Giappone e nella Billboard Top Jazz chart, numero due in Australia. Dallo stesso album sono stati estratti i seguenti singoli: Feeling Good e Save the Last Dance for Me. Nel 2006 duetta insieme alla cantante Nelly Furtado, nel celebre brano Quando quando quando. In questo stesso anno, partecipa al Roma Jazz Festival, insieme a Chiara Civello.

### Call Me Irresponsible(2007-2008)
Il terzo album di Bublé, Call Me Irresponsible, viene pubblicato il 1º maggio 2007, ed è anticipato dal singolo Everything, che ottiene un buon successo in Europa e in altri Paesi. L'album vende due milioni di copie negli Stati Uniti. Nello stesso anno viene pubblicata un'interpretazione originale di un brano di Billy Paul, Me and Mrs. Jones, seguito dal terzo Lost, che però non raggiungono le vendite di Everything.

### Crazy LoveeHollywood(2009-2010)
Il 9 ottobre 2009 è la data di pubblicazione del quarto album, Crazy Love, che è stato anticipato dal singolo Haven't Met You Yet, uscito il 31 agosto 2009. Crazy Love debutta al numero uno della Billboard 200, e diventa così il suo album più venduto. L'11 dicembre 2009 viene pubblicato il secondo singolo, Hold On.
Il 18 aprile 2010 vince quattro Juno Awards al Juno Fan Choice Award: Single dell'anno (Haven't Met You Yet), Album dell'Anno (Crazy Love) e Album Pop dell'Anno (Crazy Love), oltre a due nomination a Juno Artist of the Year e Songwriter of the Year. La tournée, iniziata nel gennaio 2010, lo porta a cantare nelle maggiori capitali mondiali; alcune date italiane vengono posticipate per motivi personali dell'artista.
Il 7 settembre 2010 viene pubblicato il singolo Hollywood solo su iTunes; questo pezzo inedito viene successivamente inserito in una riedizione dell'album Crazy Love, dal titolo Crazy Love: Hollywood Edition, uscita il 25 ottobre del 2010.

### ChristmaseTo Be Loved(2011-2013)
Il 2011 si chiude con l'uscita del suo album natalizio, Christmas, che viene anticipato l'11 novembre dal singolo Cold December Night.
Per tutto il 2012 Michael Bublé si prende una pausa dalle scene musicali.
Nel febbraio del 2013 viene annunciato nel suo sito ufficiale l'uscita del nuovo singolo, It's A Beautiful Day, che anticipa l'uscita del suo sesto album, To Be Loved, che viene pubblicato il 23 aprile 2013.

### Nobody But Me, Love(2016-2019)
Il 19 agosto 2016 pubblica il singolo Nobody But Me che anticipa l'omonimo album pre-ordinabile lo stesso giorno su iTunes. L'album viene pubblicato il 21 ottobre 2016. In seguito viene diffusa la notizia secondo cui l'artista avrebbe dichiarato al Daily Mail's Weekend l'intenzione di lasciare il mondo della musica nel 2018, ma l'annuncio è stato smentito qualche giorno dopo dal suo staff. Sempre nel 2018 l'artista pubblica il suo decimo album Love, anticipato dal singolo When I Fall In Love. Nel 2019 l'artista porta avanti il tour An Evening With Michael Bublé, la sua prima serie di concerti da 4 anni. Il tour ha subito uno stop nel 2020 a causa della pandemia da COVID-19 ma è previsto che riprenda in seguito alla fine dell'emergenza sanitaria.

### Higher(2020-presente)
Il 30 settembre 2020 Bublé collabora con Gary Barlow e Sebastian Yatra nel singolo di Barlow Elita. Nel gennaio 2022 pubblica il singolo I'll Never not Love You e annuncia la pubblicazione dell'album Higher, pubblicato nel marzo successivo.

## Vita privata
Dopo una relazione durata tre anni con l'attrice Emily Blunt, nel novembre del 2009 Michael si fidanza con Luisana Lopilato. 
Il 31 marzo 2011 si sono sposati a Buenos Aires con un rito civile, seguito, il 2 aprile 2011, dal rito religioso a Vancouver, con una cerimonia di rito evangelista. Il 27 agosto 2013 è nato il primo figlio, Noah. Il 22 gennaio 2016 è nato il secondo figlio, Elias. Il 4 novembre 2016 i due coniugi comunicano che al figlio maggiore Noah è stato diagnosticato l’epatoblastoma; il 15 marzo 2017 annunciano che il bambino è guarito. Il 26 luglio 2018 è nata la terzogenita, Vida Amber Betty. Il 19 agosto 2022 è nata la quartogenita, Cielo Yoli Rose.

## Caratteristiche artistiche

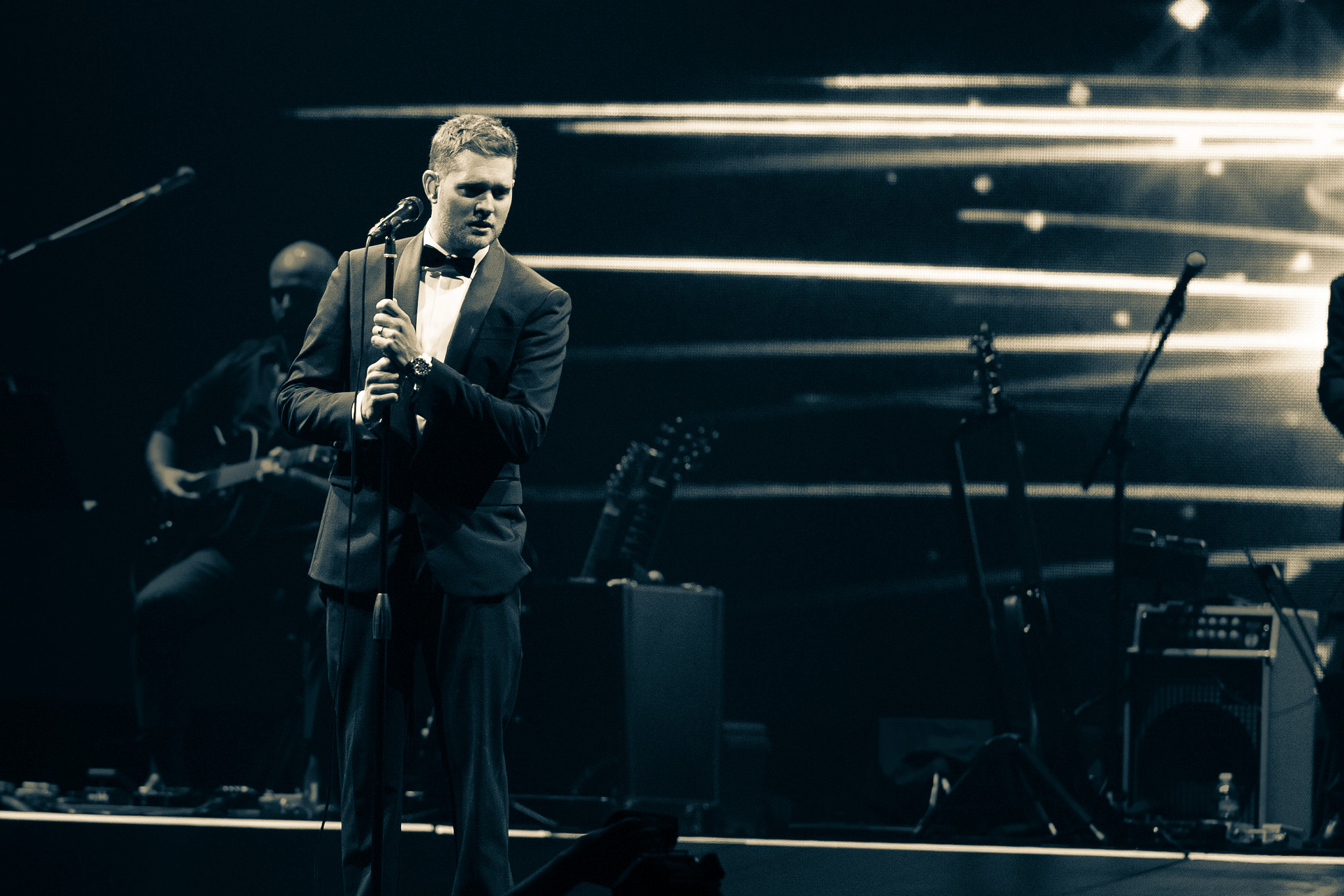
Michael Buble in concerto alla Key Arena

### Profilo vocale
Michael Bublé canta su un'estensione vocale da baritenore. La sua estensione va infatti dal Mib1 (come si può ascoltare nella sua cover di The More I See You) al Sib3 (in un'altra cover, Kissing a Fool). È stato classificato come "l'erede" di Frank Sinatra, per il suo particolare timbro vocale. Il suo stile molto confidenziale è simile, oltre a quello dello stesso Frank Sinatra, a quello di altri grandi crooner come Nat King Cole, Tony Bennett e Bing Crosby.

### Interprete e autore
Bublé si afferma inizialmente come interprete, ma fin dall'album It's Time dimostra di possedere doti di autore, grazie alla ballata Home. In seguito scriverà Lost (ispirato dalla situazione sentimentale con l'attrice Debbie Timuss) ed Everything (ispirata anche questa volta da un'altra ex-fidanzata, Emily Blunt), entrambe contenute nell'album Call Me Irresponsible.
Nell'album Crazy Love, le canzoni da lui scritte sono due: "Hold on", scritta per Emily Blunt, e Haven't Met You Yet, dedicata a Luisana Lopilato, la futura moglie. Per la special edition di Crazy Love (Crazy Love Hollywood Edition), Bublé scrive Hollywood.
Sua è anche Cold December Night.
In To Be Loved sue sono: It's a Beautiful Day, After All, I Got It Easy e Close Your Eyes, quest'ultima dedicata alla moglie.
Finora tutte le canzoni che ha scritto sono composte insieme al suo pianista Alan Chang, ad esclusione di After All, che vede la collaborazione di Bryan Adams. Diverse delle canzoni composte da lui raggiungono i primi posti in classifica, mostrando che Michael non è solo l'interprete di swing che era inizialmente, ma un cantante ed autore a trecentosessanta gradi.

## Formazione
- Marcel Camargo - chitarra
- Alan Chang - pianoforte, tastiera, Fender Rhodes e Organo Hammond
- Craig Polasko - basso elettrico ed acustico, contrabbasso
- Robert Perkins - batteria
- Bryan Lipps - tromba e flicorno
- Justin Ray, Jumaane Smith - tromba
- Josh Brown, Nick Vagenas - trombone
- Jacob Rodriguez - sassofono tenore
- Mark Small - sassofono baritono
- Rob Wilkerson - sassofono contralto

## Precedenti membri del gruppo
- Randy Napoleon - chitarra
- Lyman Medeiros - contrabbasso
- Peter Van Nostrand - batteria
- Bill Wysaske - batteria
- Frank Basile - sassofono tenore

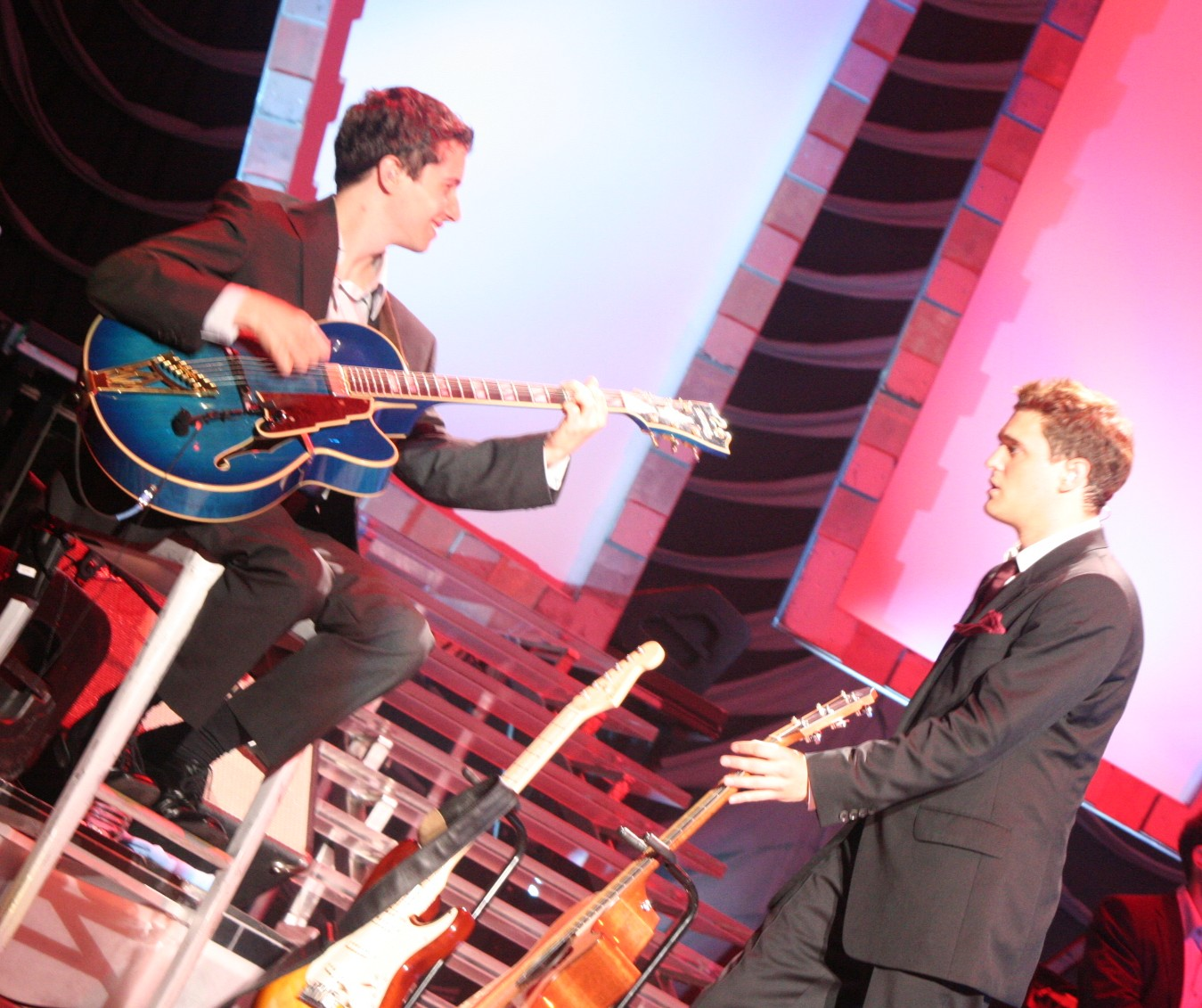
Bublé e Randy Napoleon

- Jason Goldman - sassofono contralto
- George Kavoukis - fisarmonica

## Discografia

### Album in studio
- 1996 - First Dance
- 2001 - Babalu
- 2002 - Dream
- 2003 - Michael Bublé
- 2005 - It's Time
- 2007 - Call Me Irresponsible
- 2009 - Crazy Love
- 2011 - Christmas
- 2013 - To Be Loved
- 2016 - Nobody But Me
- 2018 - Love
- 2022 - Higher

### Live
- 2004 - Come Fly with Me
- 2005 - Caught in the Act
- 2009 - Michael Bublé Meets Madison Square Garden

### Compilation
- 2011 - The Michael Bublé Collection
- 2024 - The Best Of Bublé

### EP
- 2003 - Totally Bublé
- 2004 - Let It Snow!
- 2005 - More
- 2006 - With Love
- 2008 - A Taste of Bublé
- 2010 - Special Delivery
- 2010 - Crazy Love (Hollywood Edition)
- 2010 - A Holiday Gift for You

## Filmografia

### Cinema
- Duets, regia di Bruce Paltrow (2000)
- Totally Blonde, regia di Andrew Van Slee (2001)
- The Snow Walker, regia di Charles Martin Smith (2003)

### Televisione
- X-Files - serie TV, 2 episodi (1996)
- Death Game, regia di Randy Cheveldave - Film TV (1996)
- Las Vegas - serie TV, un episodio (2004)
- Corner Gas - serie TV, un episodio (2009)
- El Host - serie TV, un episodio (2018)
- Fratelli in affari: SOS Celebrity – docu-reality, episodio 1x06 (2020)

## Colonna sonora
- 2003: canta alcune canzoni in Abbasso l'amore (Down with love)
- 2004: Spiderman 2
- 2007: canta alcune canzoni in Un amore senza tempo (Evening)

## Riconoscimenti
- American Music Award
  - 2010 – Miglior artista adulto contemporaneo
- Echo
  - 2006 – Produzione jazz dell'anno per It's Time
- Grammy Awards
  - 2008 – Miglior album pop vocale tradizionale per Call Me Irresponsible
  - 2010 – Miglior album pop vocale tradizionale per Michael Bublé Meets Madison Square Garden
  - 2011 – Miglior album pop vocale tradizionale per Crazy Love
  - 2014 – Miglior album pop vocale tradizionale per To Be Loved
- Hollywood Walk of Fame
  - 2018 – Phonograph Record
- iHeartRadio Much Music Video Awards
  - 2006 – MuchMoreMusic Award per Save the Last Dance for Me
- World Music Award
  - 2005 – World's Best Selling Artist/Canada